# Pieczęć Proroków
Pieczęć Proroków (arab. خاتم النبيين Chatam an-Nabijjin) – w islamie tytuł nadawany Prorokowi Mahometowi. Pojawia się w Koranie 33:40:
Muhammad nie jest ojcem żadnego z waszych mężczyzn, lecz jest Posłańcem Boga i pieczęcią proroków. Bóg jest o każdej rzeczy wszechwiedzący!
Muzułmanie interpretują ten werset jako stwierdzenie, że Mahomet był ostatnim prorokiem.